# Матей Маглиця
Ма́тей Ма́глиця (хорв. Matej Maglica, нар. 25 вересня 1998, Славонський Брод, Хорватія) — хорватський футболіст, захисник німецького клубу «Штутгарт».
На правах оренди грає в клубі «Дармштадт 98».

## Ігрова кар'єра

### Клубна
Свою футбольну кар'єру Матей Магліца почав у складі молодіжної команди хорватського клубу «Марсонія». Після чого у 2015 році перебрався до Німеччини. де тривалий час виступав у клубах нижчих дивізіонів чемпіонату країни.
Тільки у 2020 році футболіст до свого складу запросив клуб Бундесліги «Штутгарт». Але в чемпіонаті Магліца зіграв лише одну гру, коли 6 листопада 2021 року вийшов на заміну у матчі проти «Армінії». Продовжуючи грати за другу команду «Штутгарта» у Регіональній лізі.
Другу половину сезону 2021/22 Магліца провів в оренді у швейцарському клубі «Санкт-Галлен», після чого влітку 2022 року швейцарці повністю викупили контракт хорватського захисника. Але вже за рік «Штутгарт» скористався опцією зворотнього викупу гравця і повернув Магліцу до своєї команди, підписавши з гравцем дворічний контракт. А вже новий сезон футболіст розпочав також в оренді - у клубі, що підвищився з Другої Бундесліги «Дармштадт 98».

### Збірна
Матей Маглиця провів одну гру у складі збірної Хорватії (U-23).